# Antanas Račiūnas
Antanas Račiūnas (Užliaušiai (Naujarodii), 4 de setembre, 1905 – Vílnius, 3 d'abril, 1984), va ser un compositor i pedagog lituà i soviètic. Va ser premiat com a Artista del Poble de la RSS de Lituània el 1965.

## Biografia
Es va graduar al Conservatori Popular de Kaunas el 1933, on va ser alumne de Juozas Gruodis. El 1936 va publicar la seva òpera Trys Talismanai. Va ser una de les dues úniques obres de compositors lituans en el repertori original del Teatre Musical Estatal de Kaunas. Entre 1936 i 1939, va estudiar a París amb Nadia Boulanger, Igor Stravinski i Charles Koechlin. Va ser professor tant al Conservatori de Kaunas com al Conservatori de Vilnius. Entre els seus estudiants hi havia els compositors Bronius Kutavičius, Vytautas Barkauskas, Vytautas Klova, Petras Vytautas Paltanavičius i Eduardas Balsys.
La música de Račiūnas, incloses 10 simfonies, es va destacar per incorporar música popular i adherir-se als principis del moviment del romanticisme.

## Obres
Òperes

- Trys talismanai (‘Three Talismans', 1936)
- Gintaro krantas (‘The Amber Shore’, 1940)
- Marytė (1953)
- Saulės miestas (‘City of the Sun’, 1965)